# باره، دسپوتوواتس
باره (صربی: Bare یک روستا در صربستان است که در Despotovac واقع شده‌است.